# Escuela Portuguesa de Arte Ecuestre

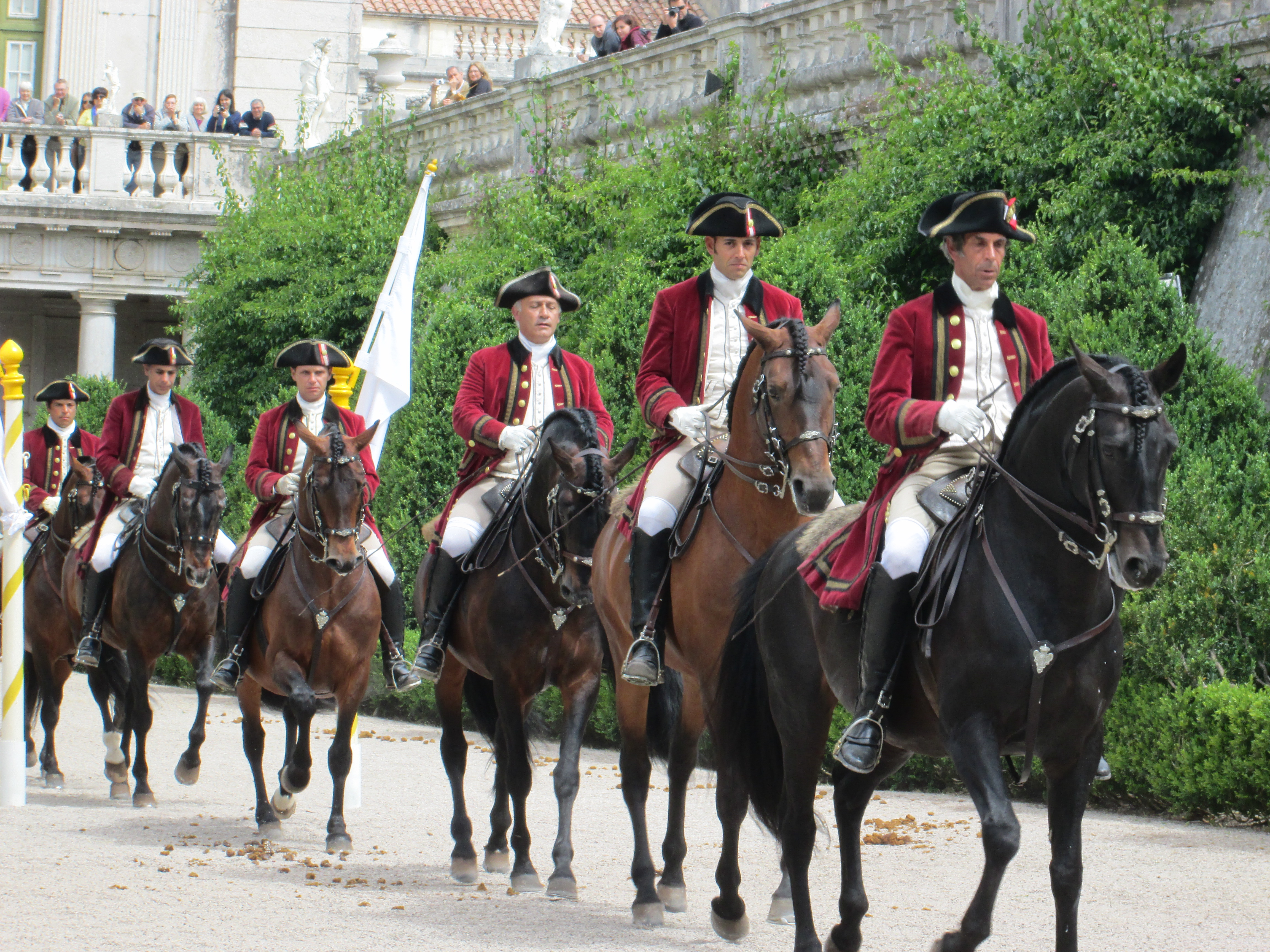
Cavaleiros de la Escuela en uniforme de gala montando caballos lusitanos.

La Escuela Portuguesa de Arte Ecuestre (en portugués Escola Portuguesa de Arte Equestre) es una escuela de equitación de élite que tiene su sede en el Palacio Real de Queluz, en Portugal. Aunque se creó en 1979, se basa en una tradición muy antigua, ya que los primeros registros escritos se remontan al siglo XIV. Su función es la de conservar y presentar al público el arte ecuestre portugués. La escuela realiza presentaciones, espectáculos y entrenamientos abiertos al público y también realiza presentaciones en ceremonias oficiales, tanto en Portugal como en el extranjero. Se la considera un vehículo importante para la difusión del caballo lusitano y de la cultura y tradición ecuestre portuguesa.

## Historia

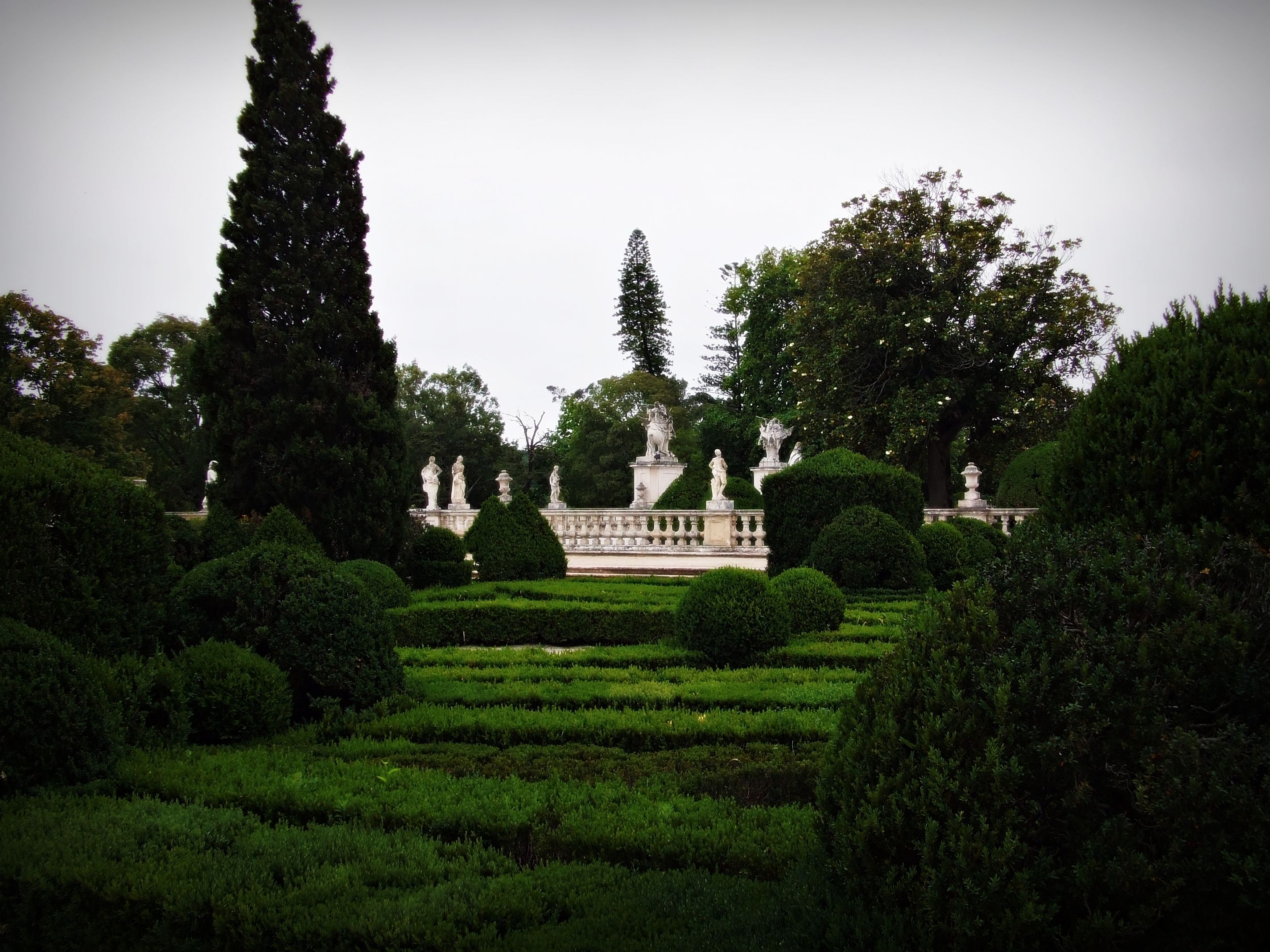
Los jardines del Palacio de Queluz albergan desde 1996 la Escuela Portuguesa de Arte Ecuestre.

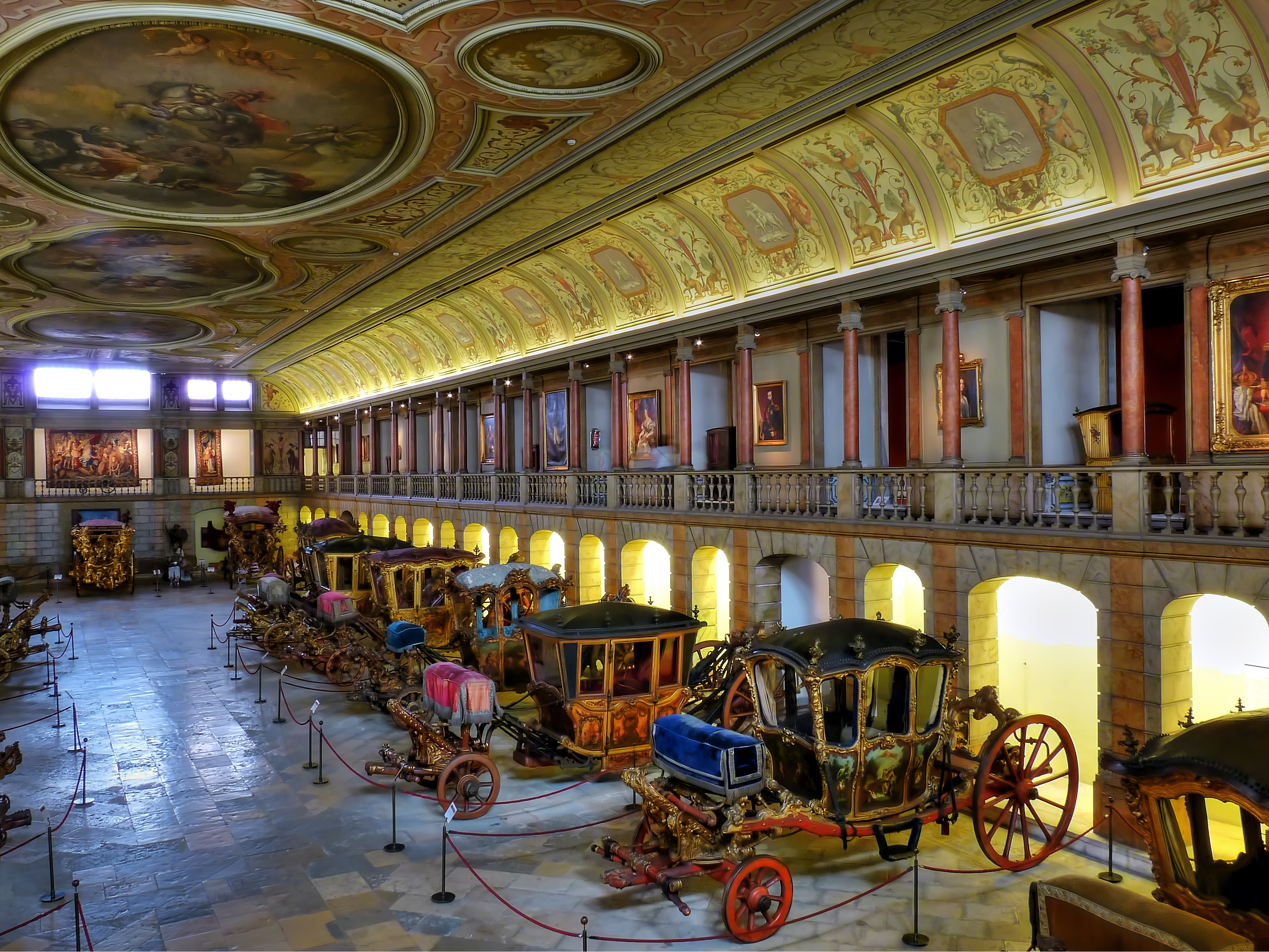
El Picadeiro Real de Belém fue construido en 1787.

Esta escuela fue creada en 1979 por el Ministerio de Agricultura portugués, inspirándose en el éxito de la Real Escuela Andaluza de Arte Ecuestre y basándose en una idea del Dr. Ruy d'Andrade.  Si bien es reciente, se enraiza en una larga tradición, que se remonta a la época de la Real Picaria, la academia ecuestre de la corte portuguesa del siglo XVIII, fundada por el rey Juan V, que utilizaba el Real Picadeiro de Belém (actual Museu Nacional dos Coches) como lugar de entrenamiento. Según el historiador del arte ecuestre Carlos Henriques Pereira, el tratado de Dom Duarte del siglo XV ya contenía los principios fundadores de la actual escuela. Sin embargo, es el manual de Carlos de Andrade, Luz da Liberal e Nobre Arte da Cavallaria, publicado en 1790, el que constituye la "biblia" de la escuela. La Academia Equestre da Corte desapareció en 1807, y la Real Picaria a finales del siglo XIX, pero la equitación artística siguió practicándose en Portugal. En 1996, la escuela se trasladó de la Sociedade Hípica Portuguesa, en Campo Grande, al Palacio Real de Queluz, y actualmente cuenta con quince jinetes (cavaleiros) y sesenta caballos.
En 2014 la escuela creó la Biblioteca de Arte Ecuestre D. Diogo de Bragança, VIII Marquês de Marialva, con 1.400 títulos, situada también en el Palacio de Queluz. 
Se trata de la única biblioteca portuguesa dedicada exclusivamente al arte ecuestre. Actualmente, aspira a que la UNESCO reconozca el arte ecuestre tradicional portugués, en particular apoyando a los investigadores en sus estudios sobre el tema. Desde 2015, las representaciones de la escuela se celebran en el Picadeiro Henrique Calado, situado en Belém, al oeste de Lisboa.

## Funcionamiento

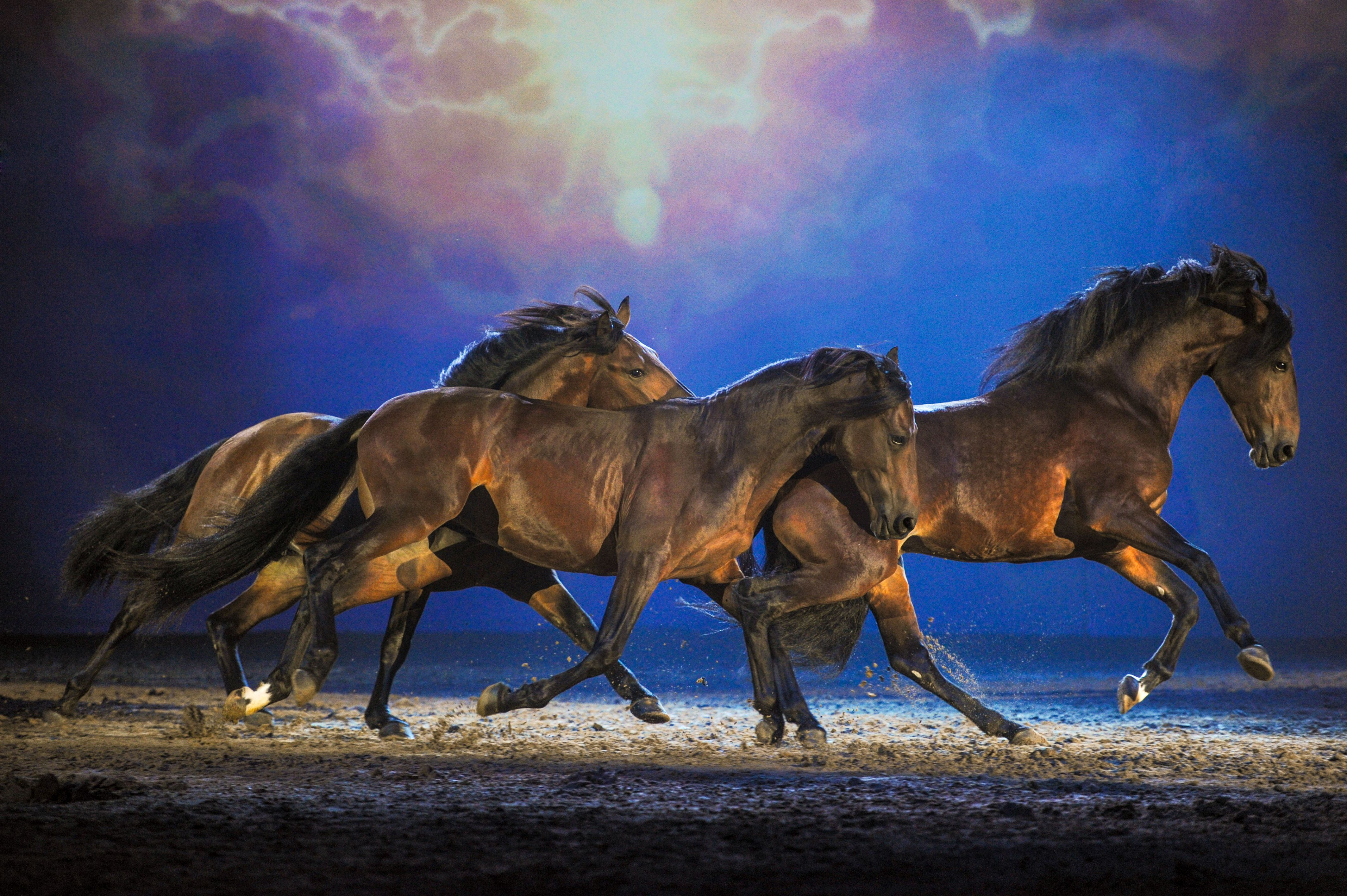
La escuela utiliza únicamente caballos de la raza Alter Real.

La Escuela Portuguesa de Arte Ecuestre recurre a la tradición ecuestre tal y como existía en el siglo XVIII, basándose fundamentalmente en los movimientos de la tauromaquia. Utiliza exclusivamente caballos lusitanos de raza Alter Real provenientes de la yeguada de Alter do Chão, creada en 1748 por el rey Juan V de Portugal. Desde 2012, la gestión de la Escuela corre a cargo de la empresa mixta Parques de Sintra. El actual jefe de equitación es João Pedro Rodrigues. Forma a los alumnos en régimen interno, ya que se alojan en sus instalaciones.
Según J. Filipe Figueiredo, antiguo jefe de la escuela, el objetivo de la enseñanza que allí se imparte es "cultivar la perfección de la postura de jinetes y caballos", en particular rechazando los caballos encapotados: de hecho, cree que la mejor actitud es tener el hocico ligeramente por delante de la vertical, y se opone, por tanto, a la doma de competición donde se practica el rollkur. La escuela también pretende ser uno de los guardianes de este arte, popularizado en el siglo XX por el maestro jinete Nuno Oliveira. Desempeña un papel fundamental en la conservación del arte ecuestre luso.
La escuela está abierta al público, que puede asistir a su espectáculo semanal, a los entrenamientos y a los ensayos.